# ヴェーネレ・ピッツィナート＝パポ

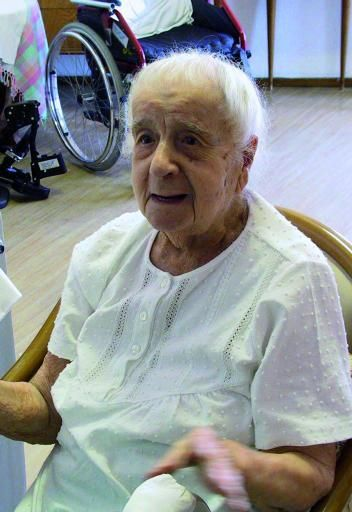
ヴェーネレ・ピッツィナート＝パポ、2009年11月23日撮影

ヴェーネレ・ピッツィナート＝パポ（Venere Pizzinato-Papo、1896年11月23日 - 2011年8月2日）は、イタリアの長寿の女性である。エンマ・モラーノが2014年8月に記録を更新するまで、イタリア歴代最高齢の人物であった。亡くなった時点では、ベシー・クーパー、長谷川チヨノに次いで3番目に長寿の人物で、ヨーロッパでは最高齢であった。

## 人物
1896年、トレント自治県のアーラ（当時はオーストリア＝ハンガリー帝国領）に生まれた。
第一次世界大戦後、ミラノで夫と出会う。夫は1981年に死去。子供はいなかった。

## 長寿記録
- 2010年5月8日、フローリー・ボールドウィンが死去し、ヨーロッパ最高齢者となる。
- 同年11月4日、ウジェニー・ブランシャールが死去し、ヨーロッパ連合域内での最高齢者となる。
- 2011年6月21日、マリア・ゴメス・ヴァレンチンが死去し、世界で3番目の長寿となった。
- 2011年8月2日、ボローニャの老人ホームで死去[2]。114歳252日没。